# Antoine Mayor
Pour les articles homonymes, voir Mayor.
Antoine Mayor est un acteur français né le 31 octobre 1914 à Alger (Algérie française) et mort le 20 février 1997 à Paris.
Reconnaissable à sa grosse tête et à ses traits anguleux, il est principalement apparu dans des films de Jean-Pierre Mocky, dont il était l'une des « gueules » récurrentes.

## Filmographie

### Cinéma
- 1935 : Golgotha de Julien Duvivier - Figuration
- 1936 : Pépé le moko de Julien Duvivier - Figuration
- 1937 : Sarati, le terrible de André Hugon - Figuration
- 1975 : L'Ibis rouge de Jean-Pierre Mocky: le chauffeur de taxi
- 1976 : Le Roi des bricoleurs de Jean-Pierre Mocky : le brigadier Vitou
- 1979 : Le Piège à cons de Jean-Pierre Mocky : un ancien de mai 68
- 1982 : Y a-t-il un Français dans la salle ? de Jean-Pierre Mocky
- 1983 : À mort l'arbitre de Jean-Pierre Mocky : Mayor, un supporteur
- 1985 : Le Pactole de Jean-Pierre Mocky : le clochard
- 1985 : Paulette, la pauvre petite milliardaire de Claude Confortès
- 1985 : Taxi boy de Alain Maline
- 1986 : Le Miraculé de Jean-Pierre Mocky : le clown
- 1987 : Agent trouble de Jean-Pierre Mocky
- 1987 : Les saisons du plaisir de Jean-Pierre Mocky : le berger
- 1989 : Divine enfant de Jean-Pierre Mocky : Euréka
- 1989 : La nuit où je mourus de Patrick Granier - Film inédit -
- 1989 : Une nuit à l'assemblée nationale de Jean-Pierre Mocky
- 1991 : Mocky story de Jean-Pierre Mocky : Un manifestant
- 1991 : Ville à vendre de Jean-Pierre Mocky
- 1992 : Bonsoir de Jean-Pierre Mocky
- 1996 : Alliance cherche doigt de Jean-Pierre Mocky : le curé

### Télévision
- 1991 : Dis-moi qui tu hais court métrage de Jean-Pierre Mocky (diffusé dans la collection Myster Mocky présente sur 13e rue)